# Валлен, Альфонс Карлович
Барон Альфонс Карлович Валлен (17 ноября 1820, Гельсингфорс — 7 июня 1870, Хайко, Нюландская губерния) — генерал-майор, Нюландский губернатор.

## Биография
Родился 17 ноября 1820 года в Гельсингфорсе. Был сыном тайного советника Карла Андреевича Валлена, занимавшего посты Выборгского губернатора, сенатора и прокурора Императорского Финляндского Сената и в 1854 году возведённого с нисходящим потомством в баронское достоинство Великого княжества Финляндского, и Евы Густавы Шернваль, урождённой фон Виллебранд. Его старший сводный брат (от первого брака матери с Выборгским губернатором Карлом Юханом Шернвалем) Эмилий Карлович Шернваль-Валлен был действительным тайным советником и министром-статс-секретарём Великого княжества Финляндского.
Образование получил в Гельсингфорсской гимназии, после чего в 1839 году поступил в Артиллерийское училище в Санкт-Петербурге. Выпущен 8 августа 1842 года подпоручиком в армию. В 1845 году получил чин поручика, в 1848 году произведён в штабс-капитаны и вскоре назначен состоять при генерал-фельдцейхмейстере с зачислением в списки 14-й артиллерийской бригады. С 1849 года числился в гвардейской конной артиллерии.
В 1850—1854 годах Валлен находился в Швеции, где занимался закупками припасов для русской армии, а 15 апреля 1856 года, с производством в полковники, назначен адъютантом великого князя Михаила Николаевича. С 1861 года состоял при великих князьях Александре и Владимире Александровичах и 8 ноября был пожалован званием флигель-адъютанта.
17 апреля 1862 года назначен губернатором Нюландской губернии и 16 декабря того же года произведён в генерал-майоры с зачислением в Свиту и по полевой конной артиллерии.
15 июня 1869 года Валлен был отчислен от должности с оставлением в Свите и скончался 7 июня 1870 года в имении Хайкко под Порвоо, из списков исключён 21 июня.

## Награды
- Орден Святой Анны 3-й степени (1852)
- Орден Святого Станислава 2-й степени (16.08.1857)
- Императорская корона к Ордену Святого Станислава 2-й степени (08.09.1859)
- Орден Святого Владимира 4-й степени (1861)
- Орден Святого Владимира 3-й степени (1865)
- Орден Святого Станислава 1-й степени (28.10.1866)
- Орден Святой Анны 1-й степени (01.01.1869)

Иностранные:
- Прусский орден Красного орла 2-й степени (1857)
- Шведский Орден Меча командорский крест (1859)
- Баденский Орден Церингенского льва командорский крест (1859)
- Нидерландский Орден Дубовой короны командорский крест (1860)